# Robert Rolfe (baron)
Robert Monsey Rolfe, 1. baron Cranworth (ur. 18 grudnia 1790 w Cranworth w hrabstwie Norfolk, zm. 26 lipca 1868 w Londynie) – brytyjski prawnik i polityk, członek Partii Liberalnej, minister w rządach lorda Melbourne’a, lorda Aberdeena, lorda Palmerstona i lorda Russella.
Był najstarszym synem wielebnego Edwarda Rolfe’a. Wykształcenie odebrał w Bury St Edmunds School oraz w Trinity College na Uniwersytecie Cambridge. W 1816 r. rozpoczął praktykę adwokacką w korporacji Lincoln’s Inn. W 1832 r. został wybrany do Izby Gmin jako reprezentant okręgu Penryn and Falmouth. W 1834 r. oraz w latach 1835–1839 był radcą generalnym.
Rolfe zasiadał w Izbie Gmin do 1839 r., kiedy to został mianowany sędzią Sądu Szachownicy. W 1850 r. otrzymał tytuł 1. barona Crawnworth i zasiadł w Izbie Lordów. W latach 1852–1858 był Lordem Kanclerzem. Ponownie sprawował to stanowisko w latach 1865–1866. Zmarł w 1868 po jego śmierci wygasł tytuł parowski.
W 1868 wydał wyrok w precedensowej sprawie Rylands v. Fletcher, który stał się podstawą kształtowania zasad odpowiedzialności za szkody wyrządzone na cudzym gruncie.